# Nodulus
Az orvostudományban a nodulus sejtek kis aggregációjára utal.
Nodulusok létrejöhetnek ínban és izomban is sérülésre adott válaszként. A hangszalagon is megjelenhet ilyen képződmény. 
A nodulusok rendszerint jóindulatúak és gyakran fájdalommentesek és érinthetik az adott szerv funkcióját is.

## Példák
- Hangszalag nodulus
- Pajzsmirigy nodulus